# Stick (comics)
Pour les articles homonymes, voir Stick.
Stick est un personnage de fiction évoluant dans l'univers Marvel de la maison d'édition Marvel Comics. Créé par le scénariste et dessinateur Frank Miller, le personnage apparaît pour la première fois dans le comic book Daredevil (vol. 1) #176 en 1981.

## Biographie du personnage
Stick, aveugle de naissance, passe l'essentiel de sa vie à faire de son handicap un atout. Grand maître des Chastes (en), un groupe de ninjas mystiques cherchant la pureté spirituelle, Stick a toujours été l'ennemi de la Main, une secte criminelle japonaise. Il a entraîné le jeune Matt Murdock à contrôler ses super-sens et lui a enseigné les arts martiaux, faisant de lui le redoutable justicier Daredevil.
Il a notamment renvoyé une jeune initiée, pourtant brillante, Elektra Natchios, à cause de sa personnalité vengeresse. Quand le mutant Wolverine rebascule dans un état sauvage après avoir perdu son adamantium, Stick l'affronte et lui fait retrouver la raison.
Lors d'un combat opposant l'ordre des Chastes et celui de la Main à New York, Stick combat Kirigi, le meilleur guerrier de la Main. Bien qu'aidé par Daredevil et la Veuve Noire, Stick est obligé de se sacrifier pour repousser les ninjas. Le serviteur de Stick, Shaft (en), est aussi victime de la secte maléfique.
Les Chastes retrouvent un nouveau-né qui semble être la réincarnation spirituelle de Stick, et avec l'aide de Daredevil, et le protègent d'un assassinat orchestré par la Main.
Stick a été depuis ressuscité par le Collectionneur lors d’un des nombreux tournois qu’il organise contre le Grand Maître. Il fait alors équipe avec Arès, la française Guillotine (en), le britannique Outlaw et White Fox.

## Pouvoirs, capacités et équipement
Bien qu'aveugle de naissance, Stick est un formidable artiste martial. Son arme de prédilection est un long bâton, un bō.
Il a été l'instructeur d'Elektra et de Daredevil. Malgré son âge, il est capable de les combattre tous deux en même temps. Il peut se déplacer en silence, et même le « sens radar » et l'ouïe renforcée de Daredevil ne peuvent le détecter. Après sa mort, il semble que Stick pouvait apparaître comme un esprit ou fantôme, pour aider ses élèves.
Il possède une grande connaissance de l'occulte oriental et connait des disciplines rares, à la fois mentales et physiques. Comme son élève, Stick possède un « sens radar » qui lui permet de percevoir les formes et les emplacements des objets dans son voisinage, malgré sa cécité. Les limites de son « sens radar » ne sont pas connues, mais il est encore plus aigu que celui de Daredevil.
Selon Stick, tout être humain est capable de développer un « sens radar » à travers la formation. Il possède également un « sens sonar » qui lui permet d'entendre des échos faibles. Il a aussi développé l'acuité de ses autres sens à des niveaux bien supérieurs à ceux de la plupart des êtres humains. Il a également la capacité de canaliser et d'utiliser son « chi » (ou énergie vitale) pour différents effets : il peut communiquer avec les autres par télépathie et peut également drainer mentalement l'énergie de vie d'une autre personne dans son propre corps, tuant ainsi cette personne.

## Adaptations dans d'autres médias

### Cinéma
Sous les traits de l'acteur Terence Stamp, le personnage est adapté au cinéma dans le film Elektra réalisé par Rob Bowman en 2005. Stick recueille Matt Murdock quelque temps après son accident qui l'a rendu aveugle. Il lui apprend à se servir de ses autres sens pour vivre et lui enseignera les arts martiaux. Stick est un mentor meurtrier qui n'hésite pas à assassiner ses adversaires, ce qui met totalement Murdock en désaccord avec lui.
Dans l'univers cinématographique Marvel, il est incarné par Scott Glenn dans plusieurs épisodes de la série télévisée Daredevil de Netflix diffusée à partir de 2015. L'acteur reprend également ce rôle dans des épisodes de la série télévisée The Defenders en 2017.

### Jeux vidéo
Le personnage apparaît dans le jeu pour téléphone mobile Marvel Avengers Academy (en) en 2017, lors d'un événement autour de la série The Defenders.